# 杜英
杜英（学名：Elaeocarpus sylvestris），又名杜鶯、山杜英和膽八樹，为杜英科杜英屬的一種常綠喬木。

## 分佈
杜英為臺灣原生植物，但其分佈區或包括中國大陸的福建省、廣東省、廣西壯族自治區、貴州省、海南省、湖南省、江西省、四川省、雲南省、浙江省、台灣, 日本本州西側、淡路島、四國、九州，朝鮮半島及包括越南的中南半島。

## 特徵
常綠喬木，高約20-25公尺，生長於海拔300-2000公尺的常綠森林。單葉互生，呈革質，有鋸齒。倒披針形，一端膨大，葉色濃綠，但新葉紅豔，老葉落葉前由綠轉紅，一年四季都會落葉。性喜溫暖潤濕氣候且耐寒。花色綠白，長在總狀花序之上，到秋季時會結出黑色的橄欖狀果實。

## 用途
為台灣常見的行道樹。果實可食用，其籽可煉油，以製成肥皂或潤滑劑。樹皮可作黑色染料的原料：第一次世界大戰時，由於過往一直從德國入口黑色染料的日本被禁運，當地人改用杜英樹皮來製作黑色染料。由於杜英的木不防水，所以不會作木材用，但卻是種植香菇的好材料。
另外，《漢語大詞典》記載：本物種的果實搾出的油可用來製香，名為「膽八香」或「唵叭香」。唵叭香色黑、黏膩，一般會混合其他香品使用。

## 生態
儘管本物種少見病蟲害，但也不是完全不受影響的。
杜英的主要蟲害有：
- 以杜英的葉為食的蓑蛾屬的茶蓑蛾（Clania minuscula Butler）、大蓑蛾（Clania variegata Snellen），乌桕樗蚕蛾[6]和窗鉤蛾屬（Leucobrepsis）物種Leucoblepsis excisa的幼蟲；
- 一種同翅目介殼蟲科（今作半翅目胸喙亞目介殼蟲總科）的物種及絨蟎目節蜱科瘤節蜱屬的杜英瘤瘿螨（Aceria sylvestrae Huang）[6][7]會在杜英樹的樹葉造成蟲癭[8]。
- 杜英六星吉丁虫（Chrysobothris igai Kurosaw）會造成杜英枝幹的树皮爆裂、皮层缺损，令树势衰弱甚至造成杜英大片死亡[6][9]。

而在日本神奈川縣的镰仓市的都市森林，在森林裡活動的赤腹松鼠（台灣亞種；Callosciurus erythraeus thaiwanensis）被認為是有害物種，因為這些松鼠會咬啃杜英樹。
杜英林有可能會患上一種在1999年才發現，由一種植原体引起的杜英萎黃病。土霉素（Oxytetracycline）可用於對抗這種病菌。

## 化學
本物種含有一種名為1,2,3,4,6-五-O-没食子酰基葡萄糖（1,2,3,4,6-penta-O-galloyl-beta-D-glucose）的一種没食子丹宁。這種化合物或可用於預防輻射。 除了上述的一種沒食子丹寧以外，杜英樹還含有杜英鞣質（elaeocarpusin），一種獨特的酸酯姐分子，很可能源於condensation of a hexahydroxydiphenoyl group and dehydroascorbic acid attached to the 2,4-positions of 1-O-galloyl- 3,6-(R)-hexahydroxydiphenoyl-D-glucopyranose (corilagin).

## 象徵
杜英樹是琉球浦添市的市樹。另外位於韓國濟州道西歸浦市的大韓民国指定天然記念物第163號的天地淵瀑布有一片野生的杜英林。

## 圖庫

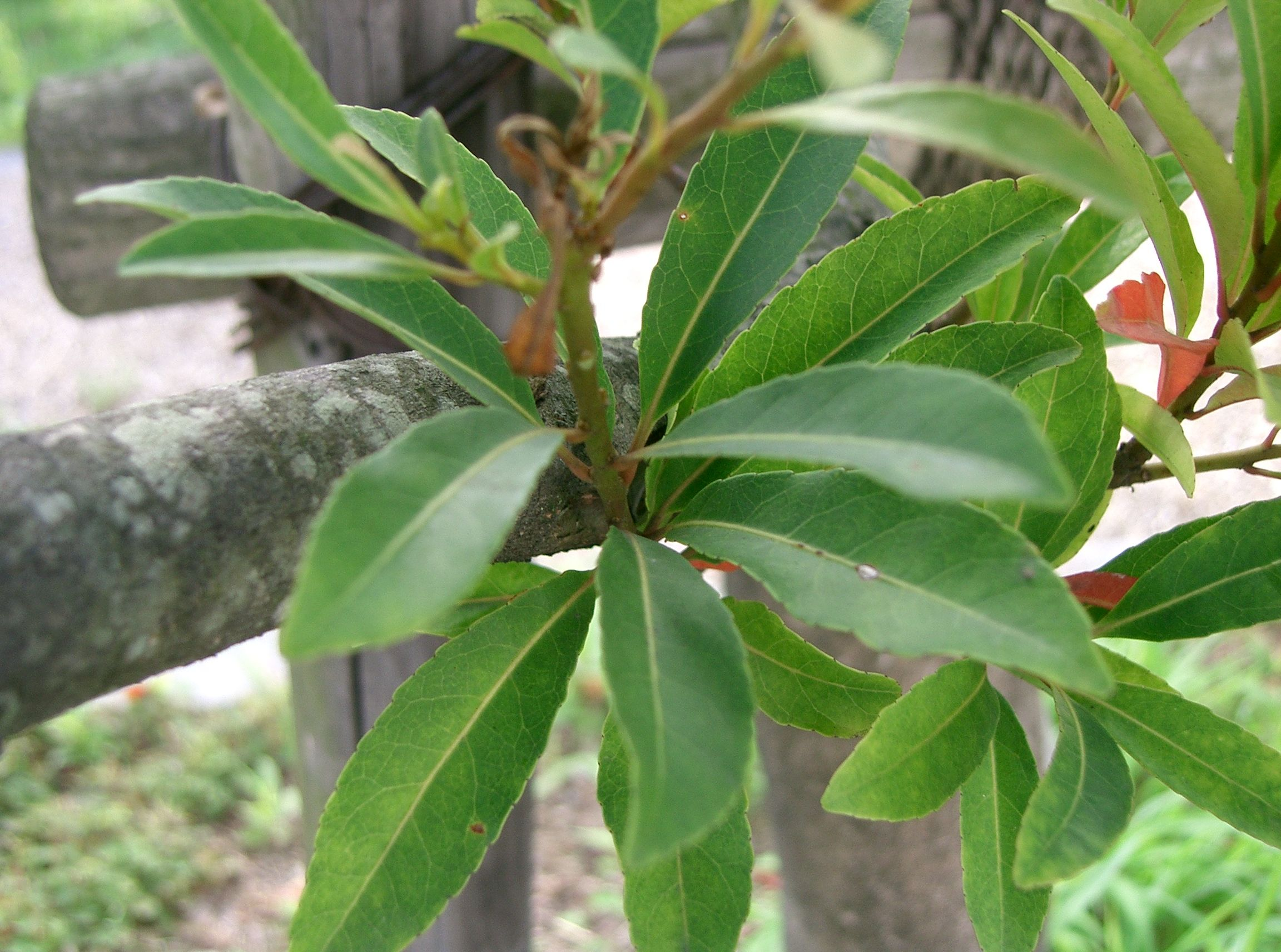
葉
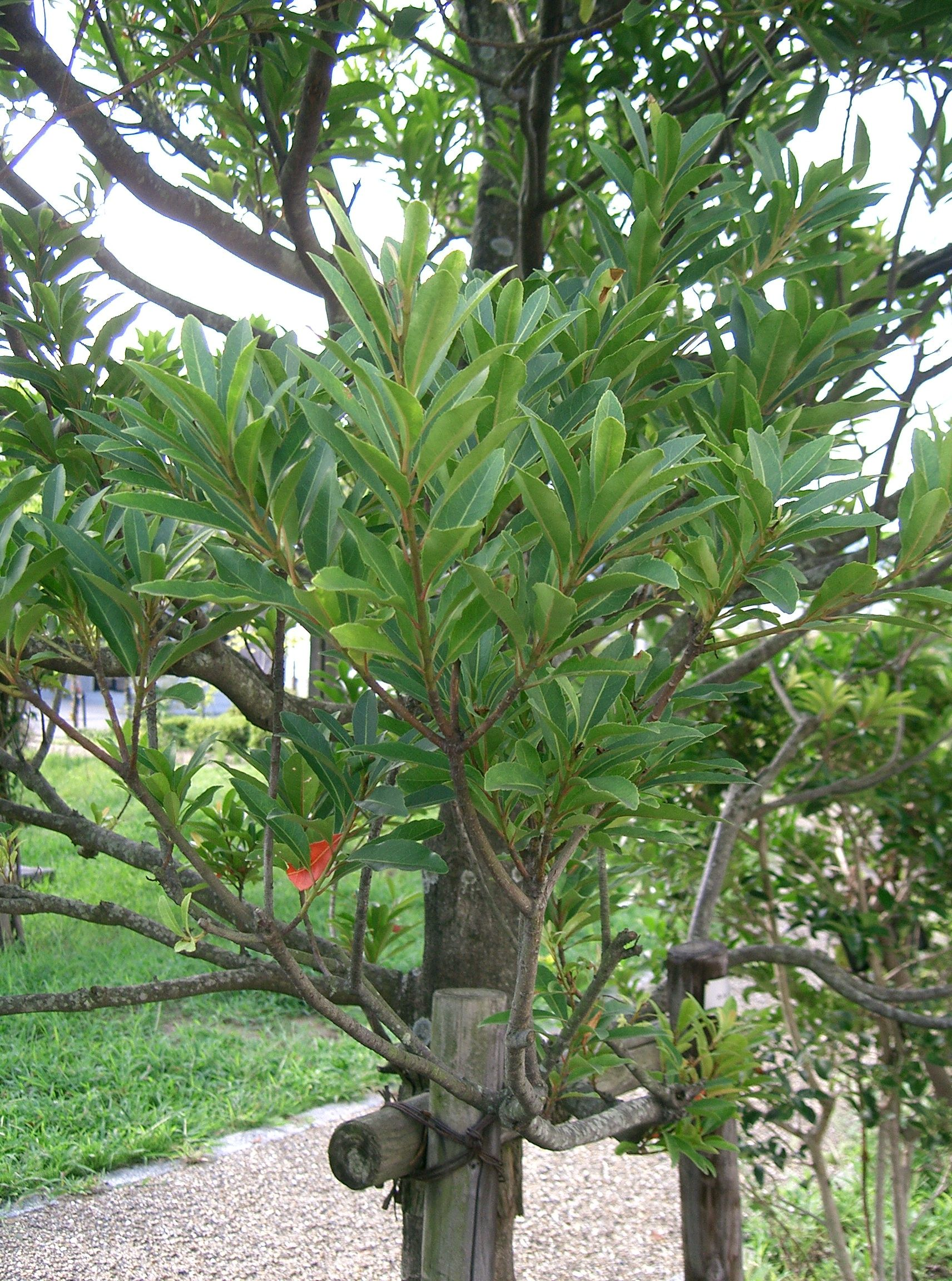
var. ellipticus
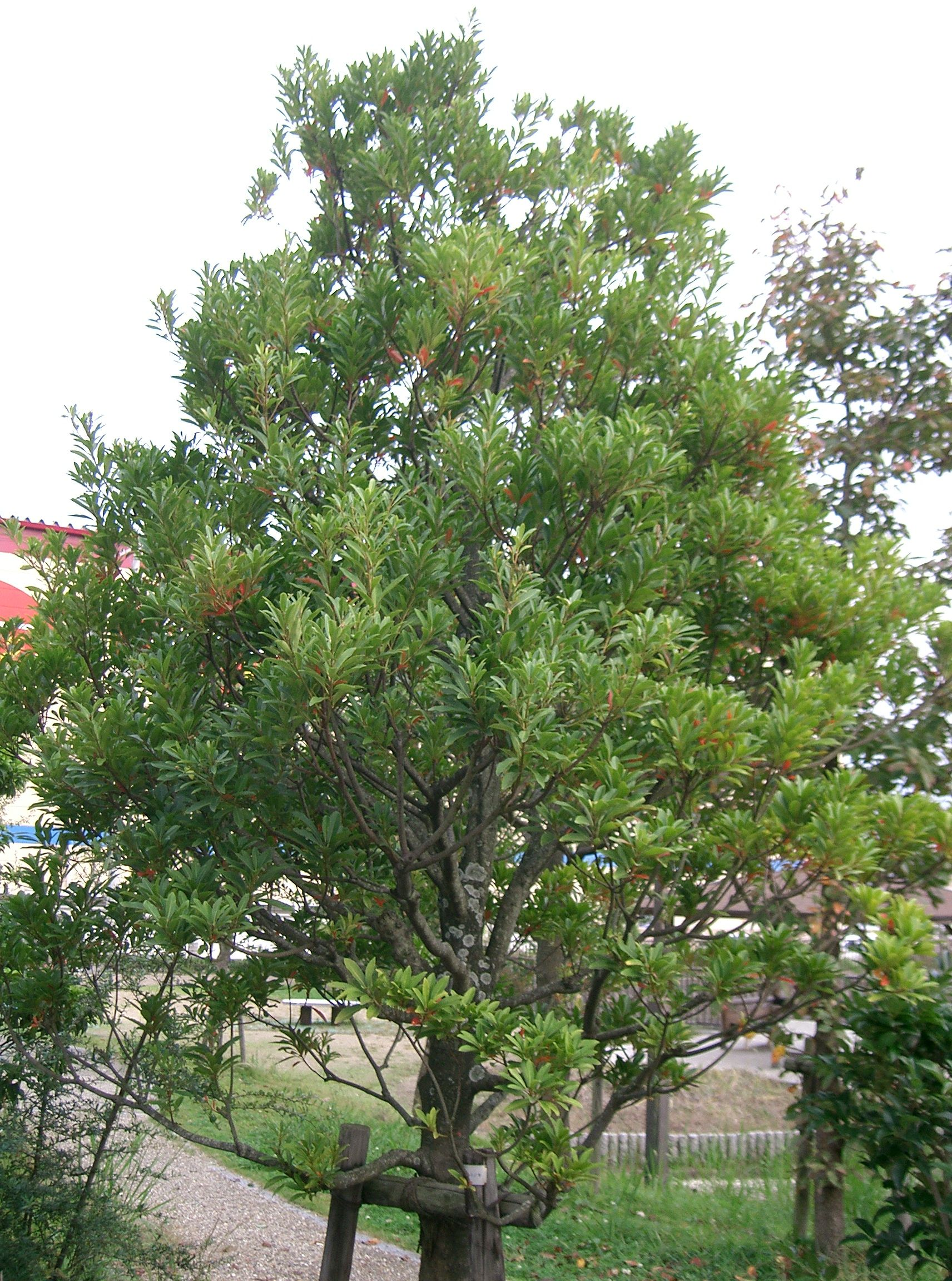
樹形
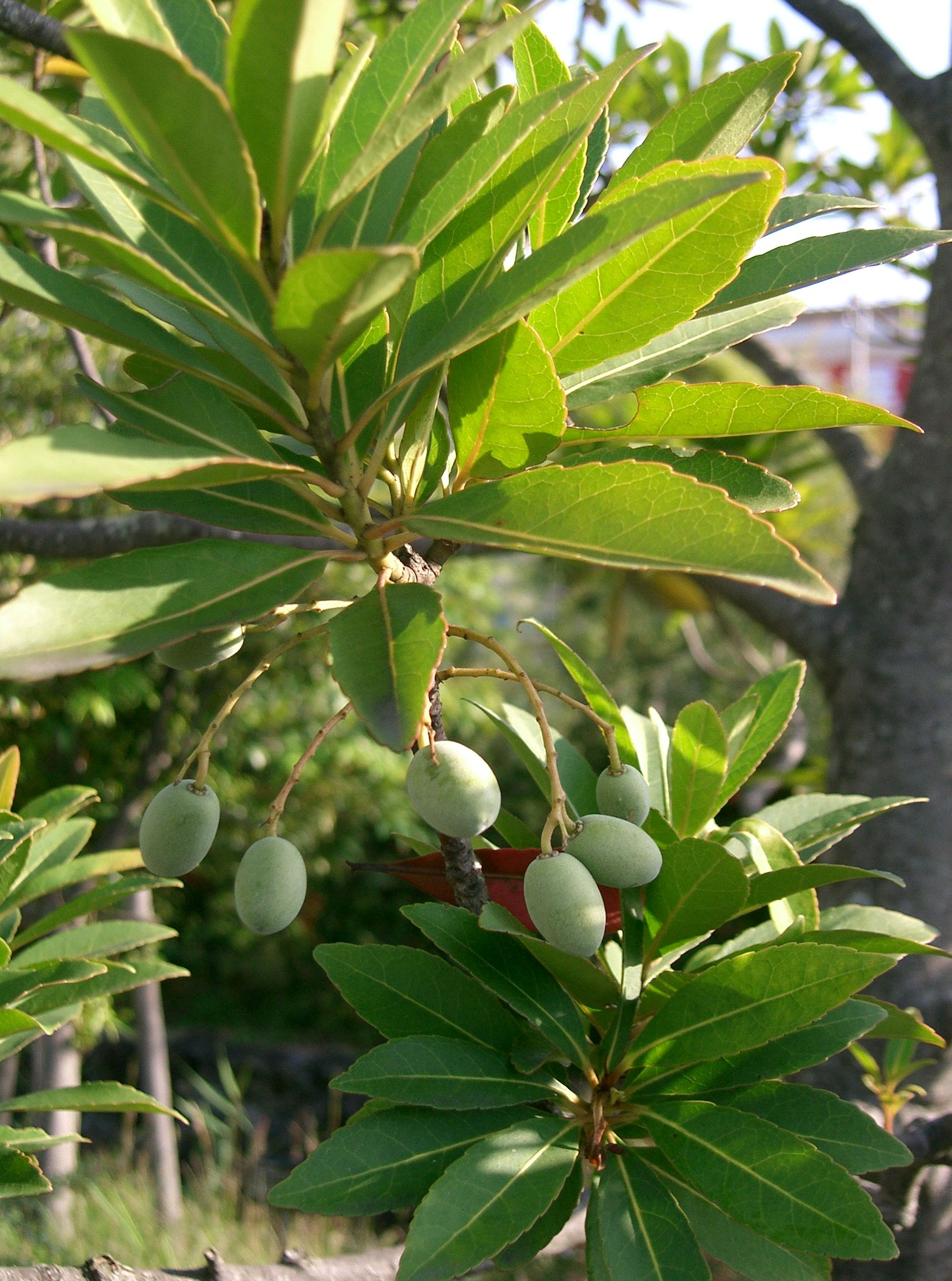
杜英的果實
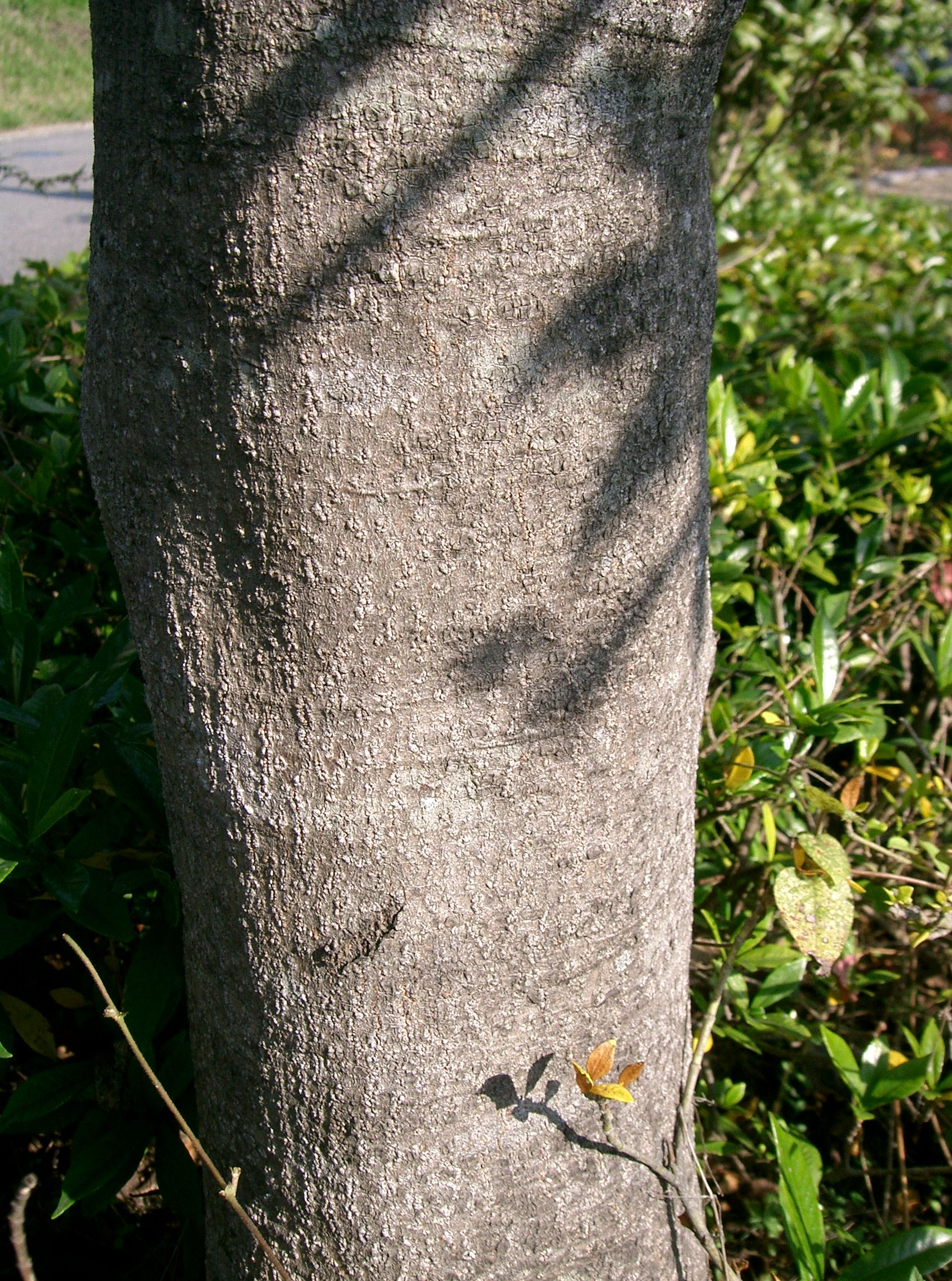
樹皮
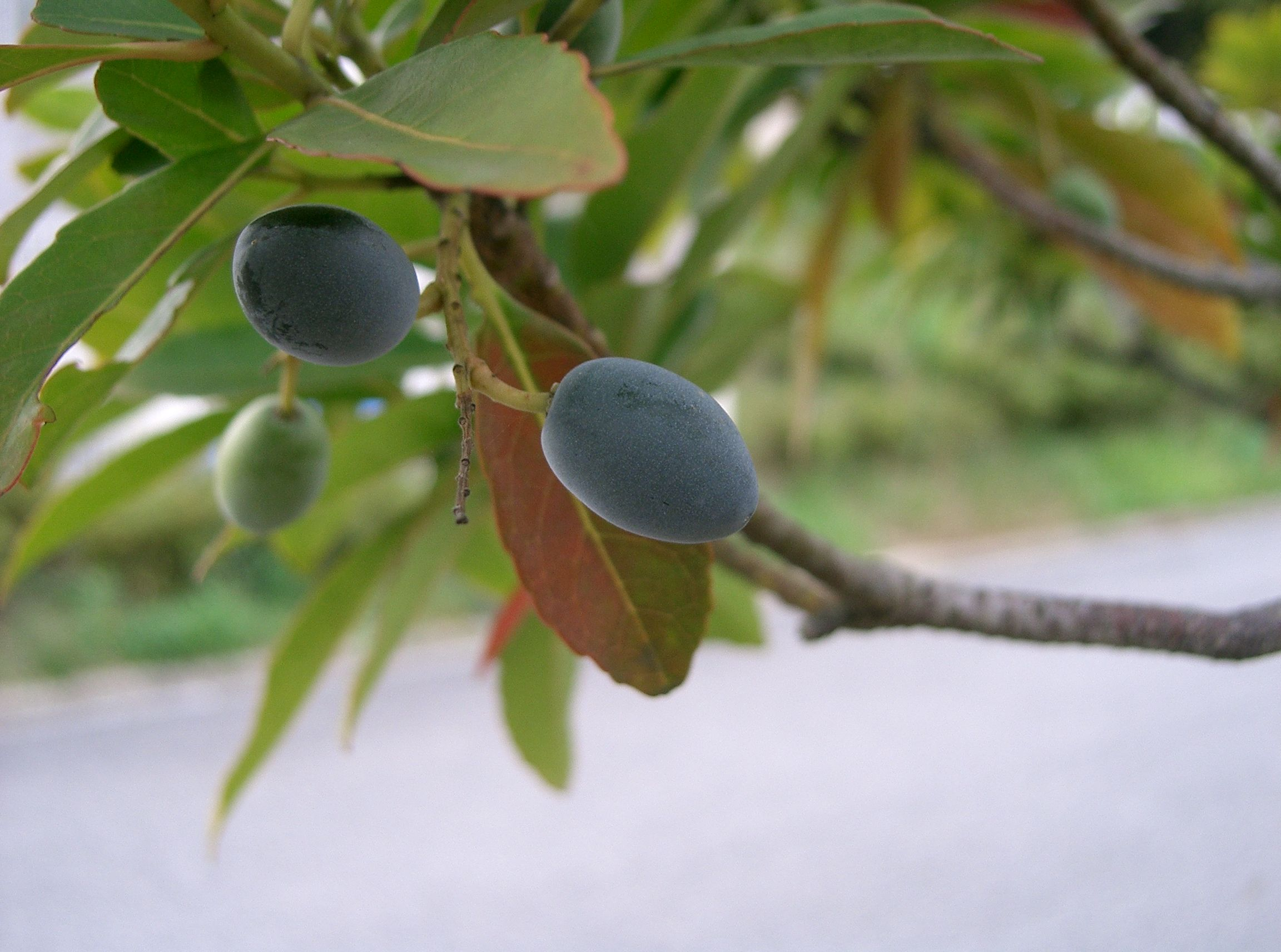
var. ellipticus
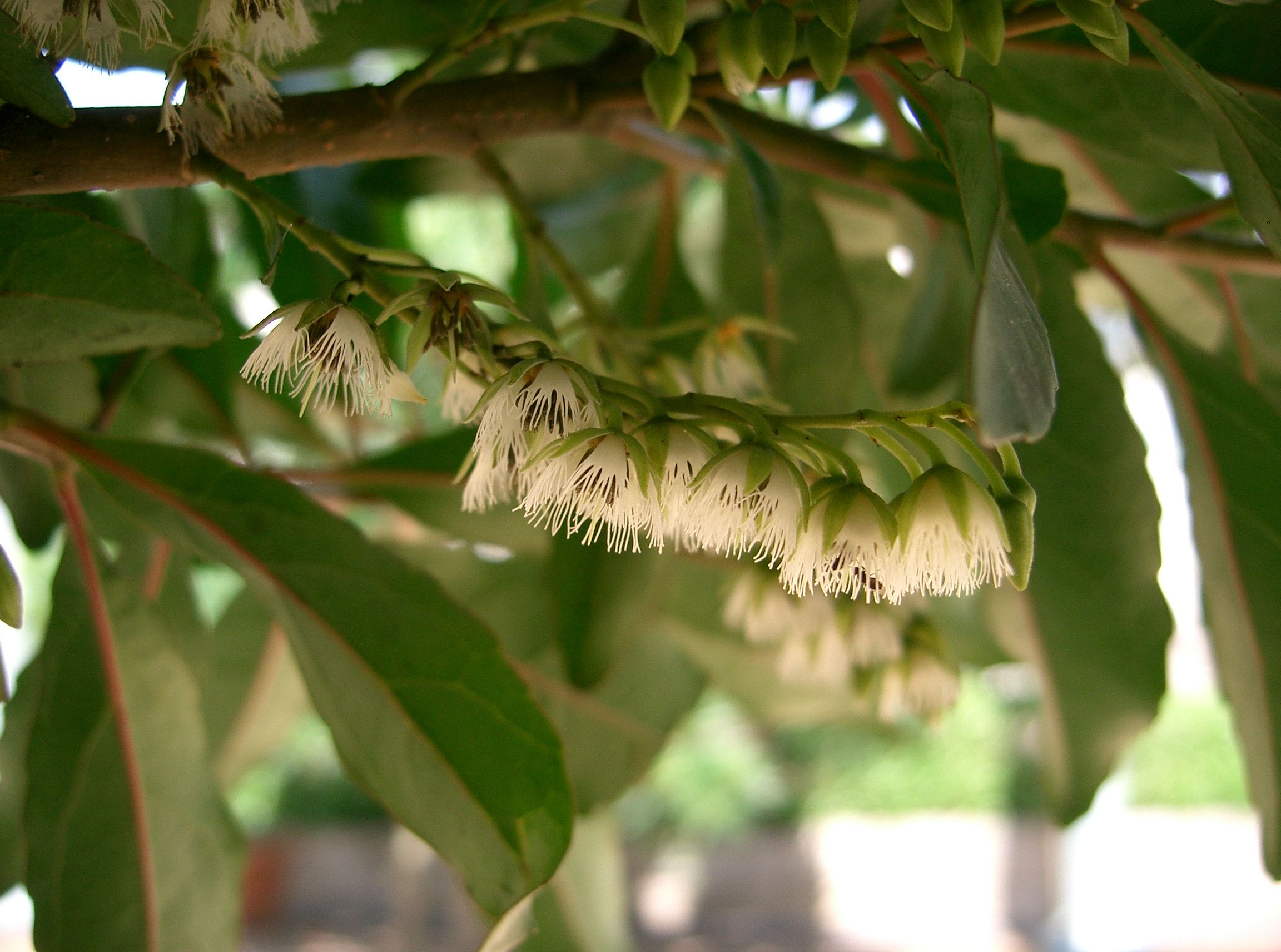
var. ellipticus
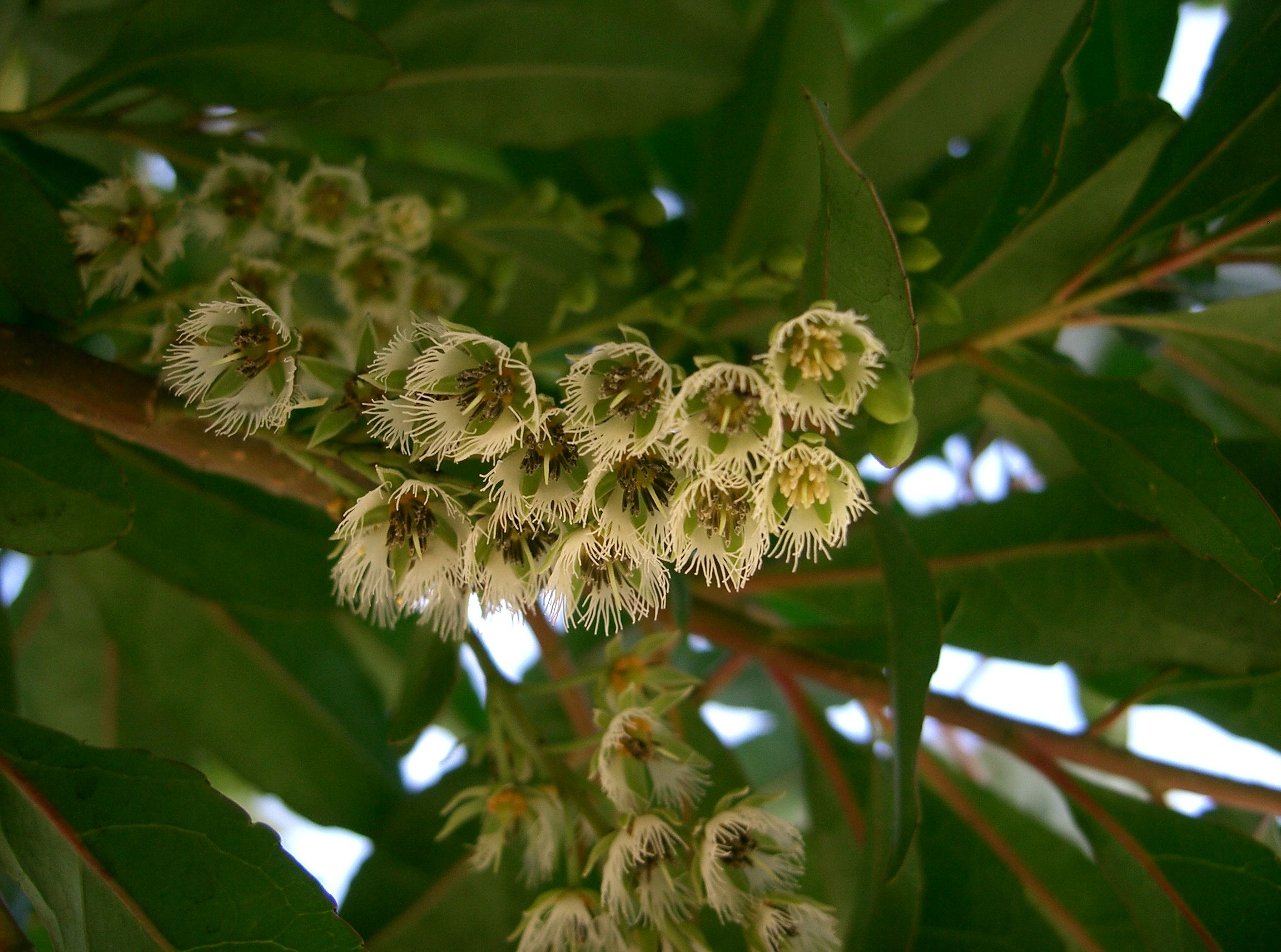
花
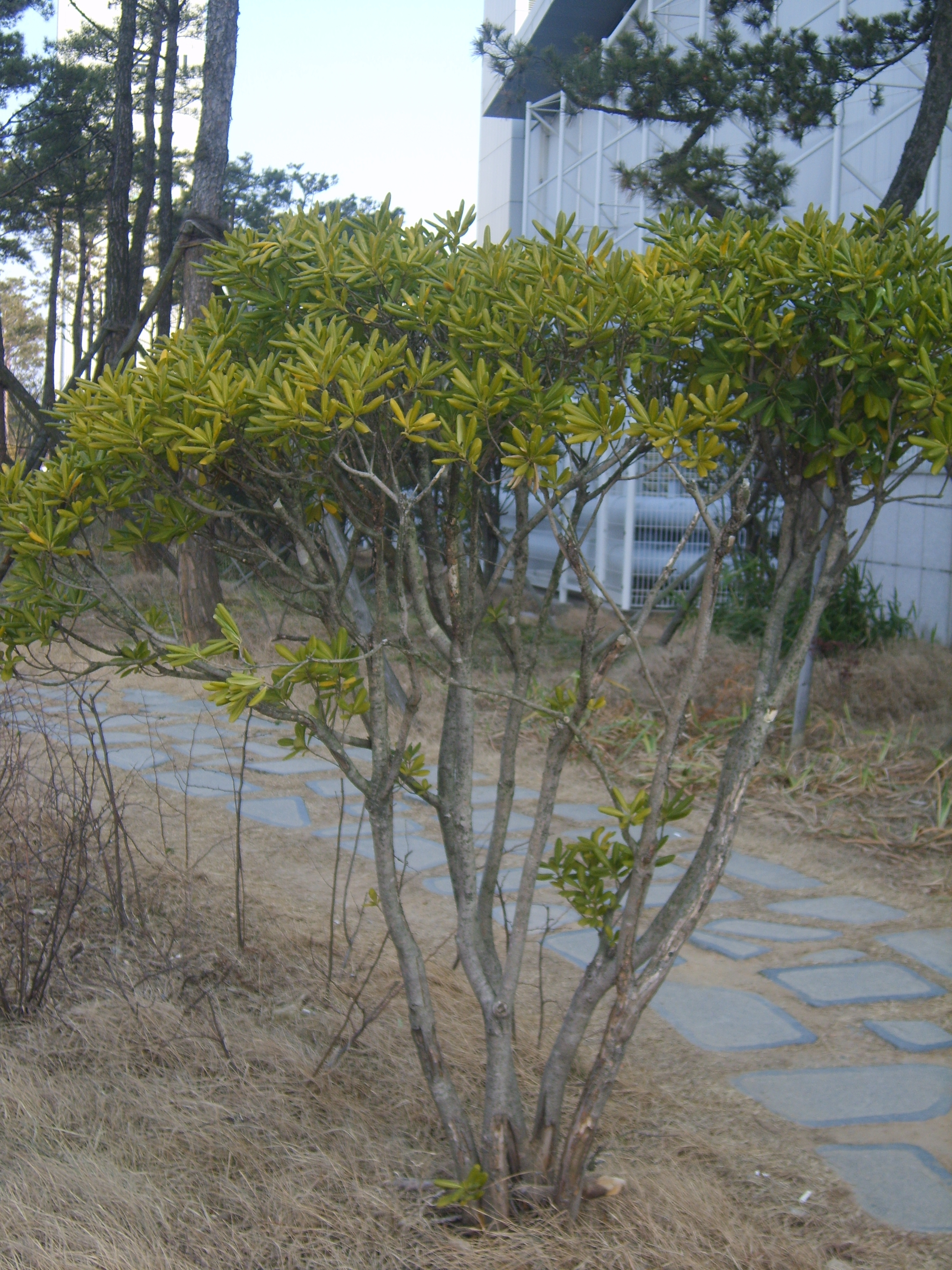
var. ellipticus.
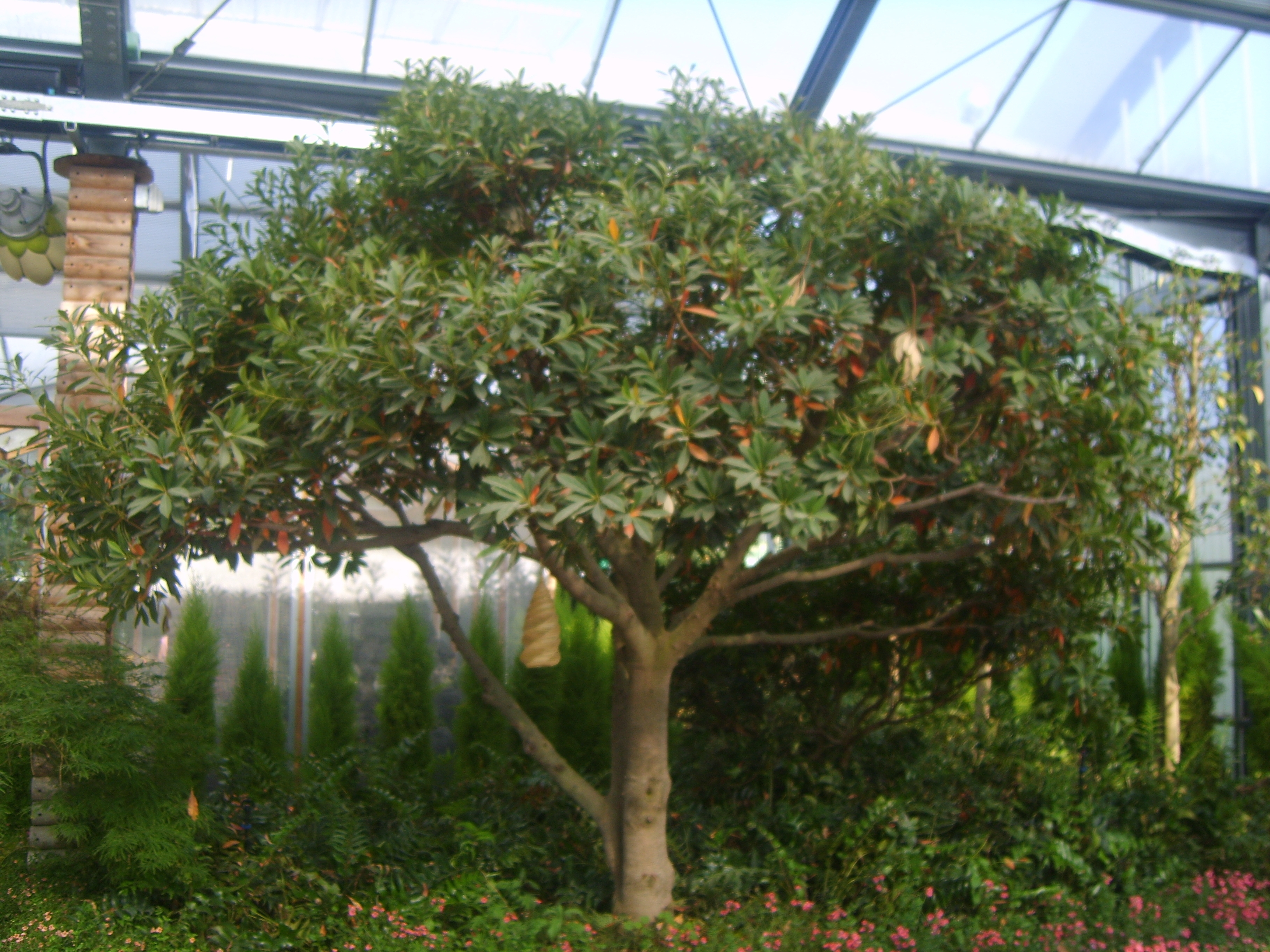
位於南韓全羅南道咸平郡的杜英
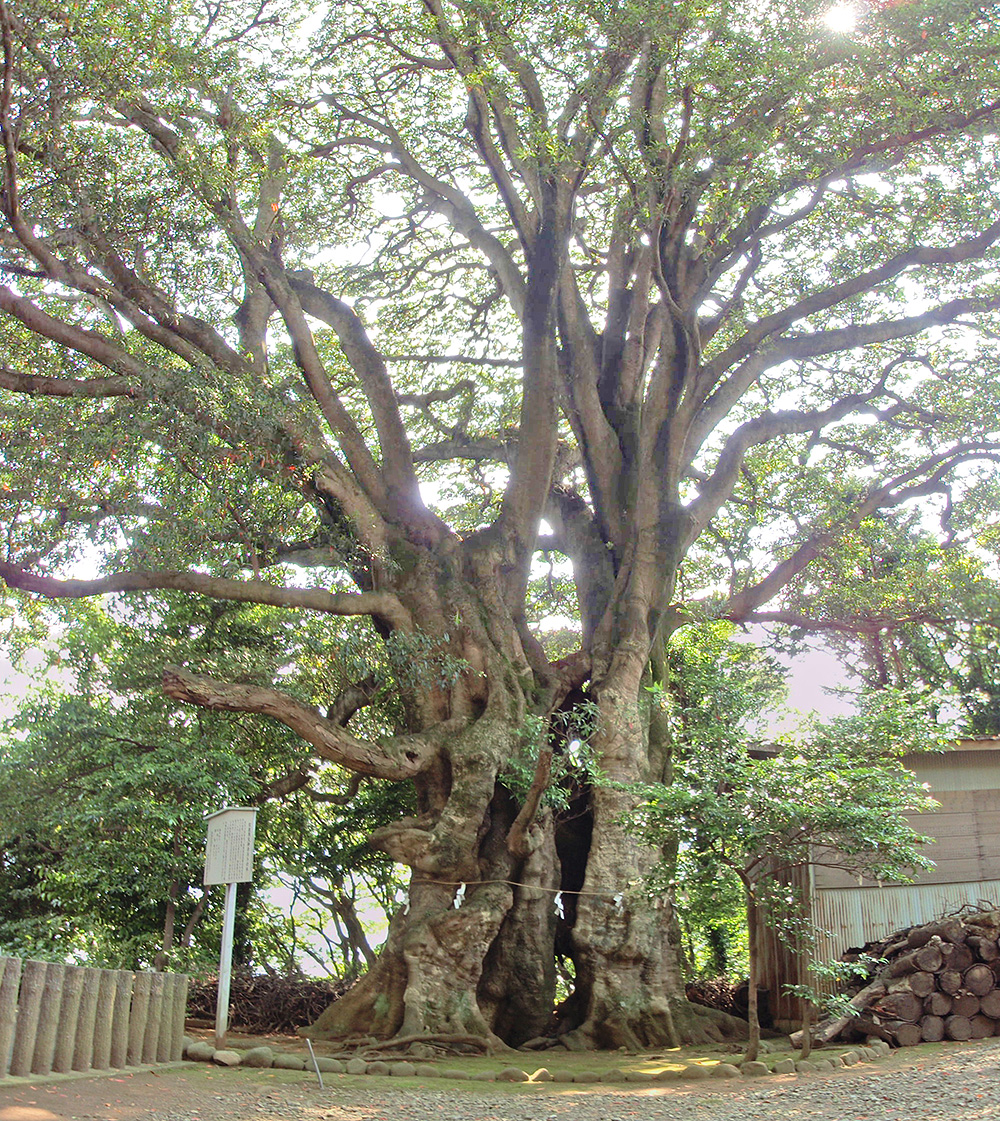
日本最大的杜英，位於靜岡縣伊東市宇佐美字留田的比波預天神社。

## 參看
- Liothrips horutonoki, a thrips species in the genus Liothrips

## 外部連結
- Elaeocarpus sylvestris at efloras.org （页面存档备份，存于）
- Elaeocarpus sylvestris at en.hortipedia.com （页面存档备份，存于）